# Greektown (Chicago)

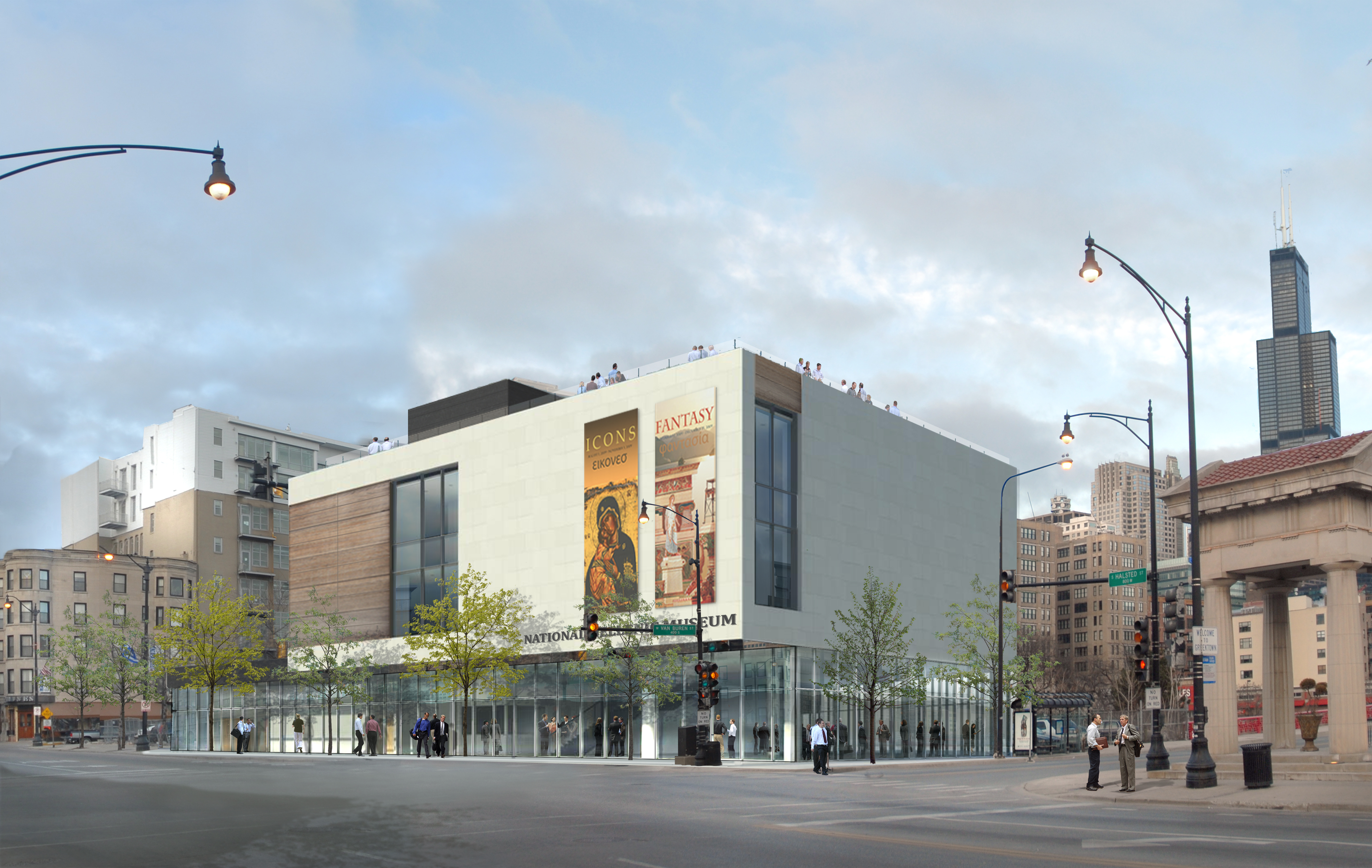
El Museo Nacional Helénico en Greektown, Chicago.

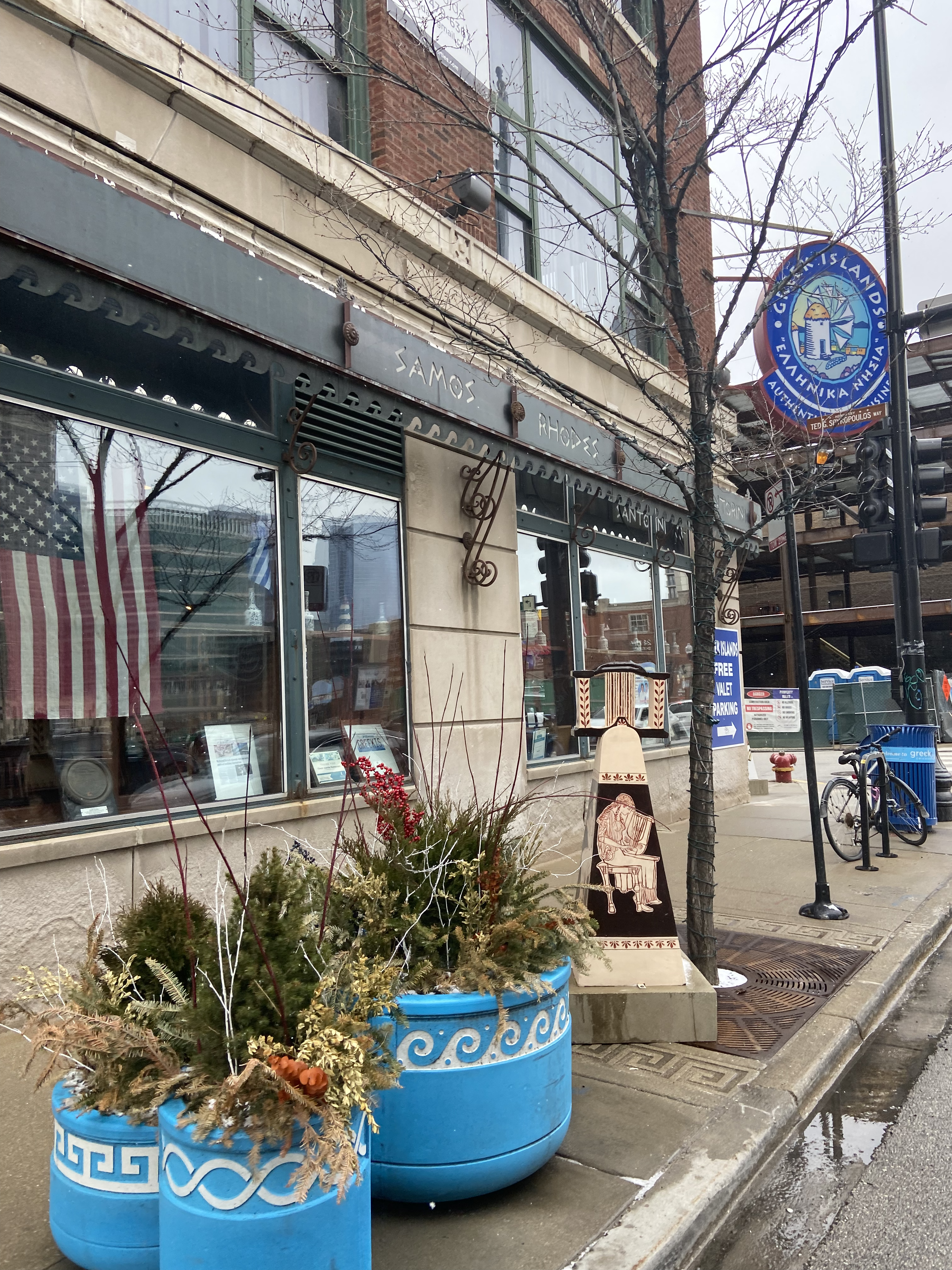
Fuera del restaurante Greek Islands, macetas azules pintadas con famosos motivos griegos, como la llave griega, adornan las aceras de Greektown.

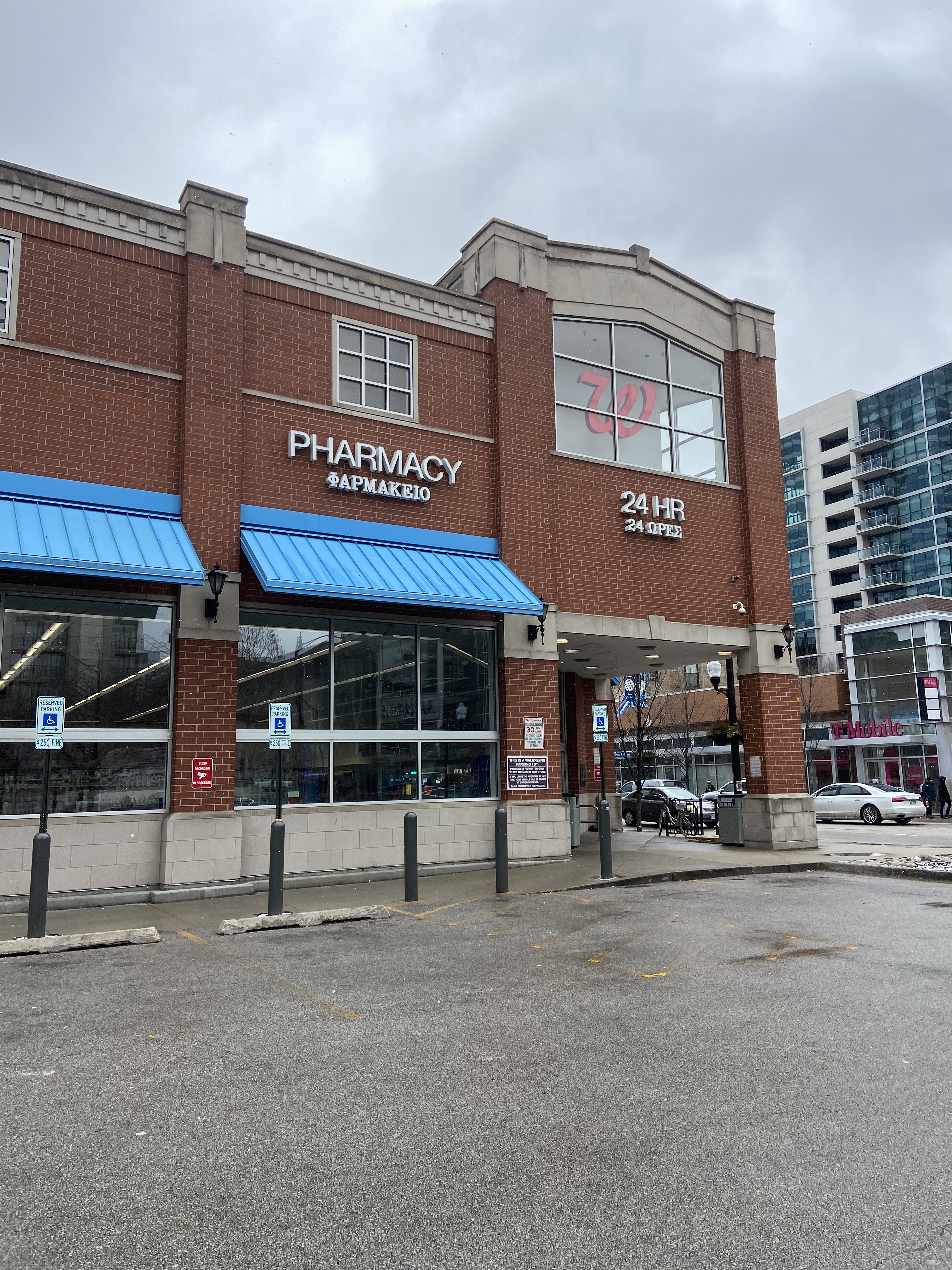
El Walgreens local está adornado con traducciones al griego en los carteles del escaparate.

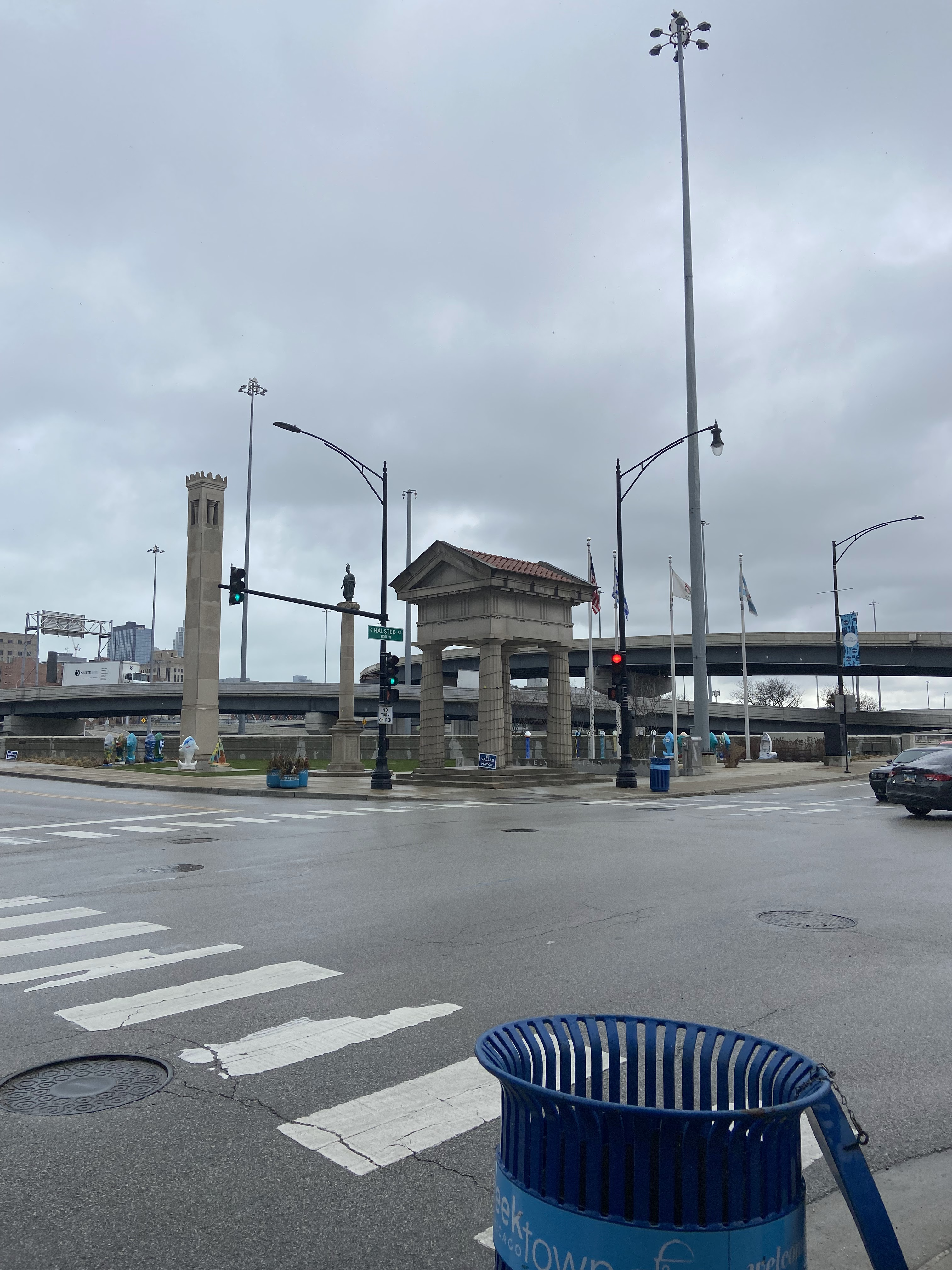
Un monumento de estilo arquitectónico griego antiguo marca el límite de Greektown. El monumento se encuentra frente a la autopista Eisenhower.

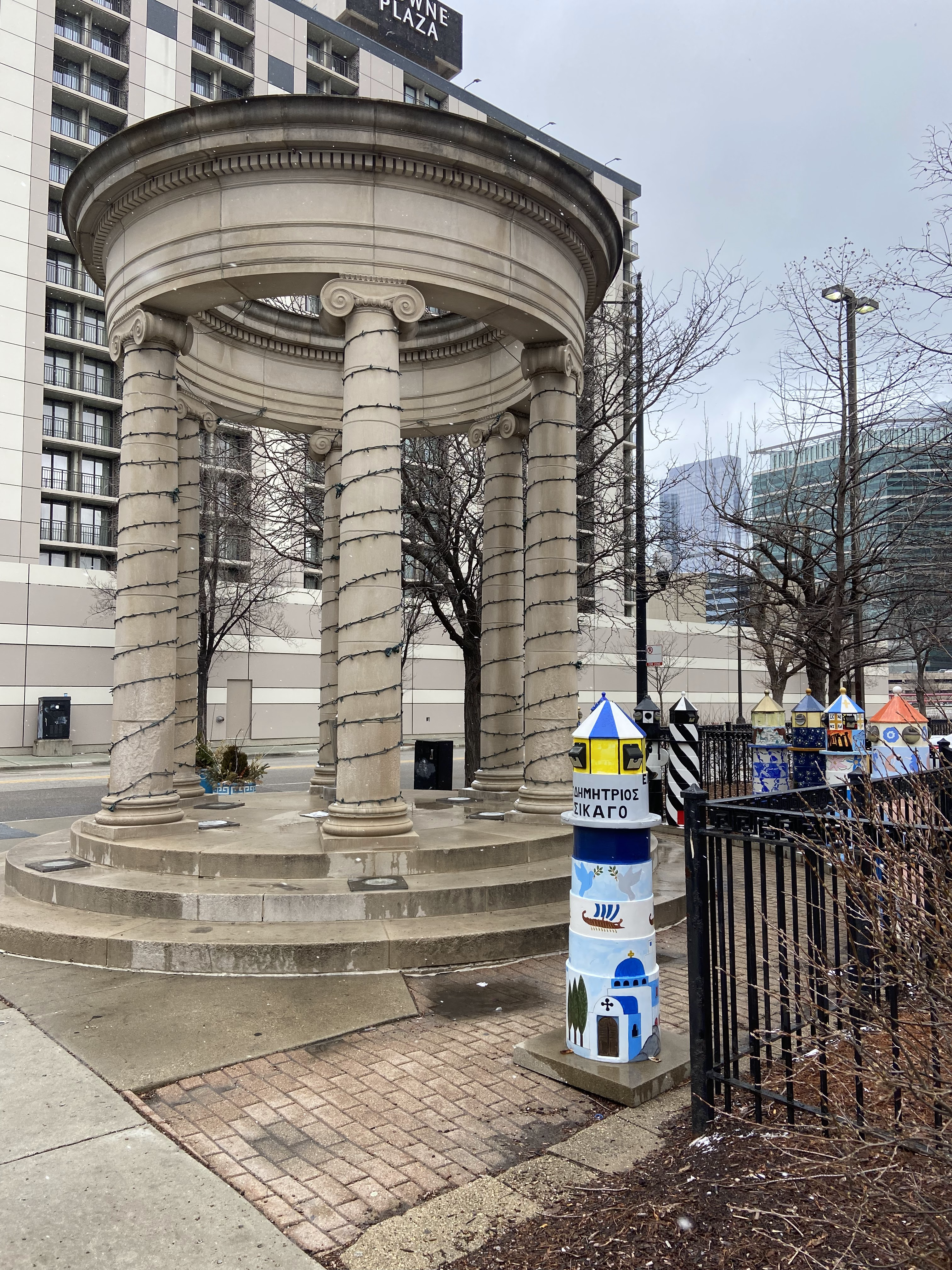
El monumento de estilo arquitectónico griego antiguo marca el comienzo de Greektown. Se encuentra en la esquina de Halsted y Monroe y está decorado con arte de la juventud de la iglesia ortodoxa griega local.

Greektown es un distrito social y gastronómico, ubicado en el Near West Side de la ciudad estadounidense de Chicago, Illinois. Hoy en día, Greektown se compone principalmente de restaurantes y negocios, aunque todavía quedan en el vecindario un museo cultural  y un desfile y festival anual. 
El distrito se encuentra a lo largo de Halsted Street, entre las calles Van Buren y Madison.

## Historia

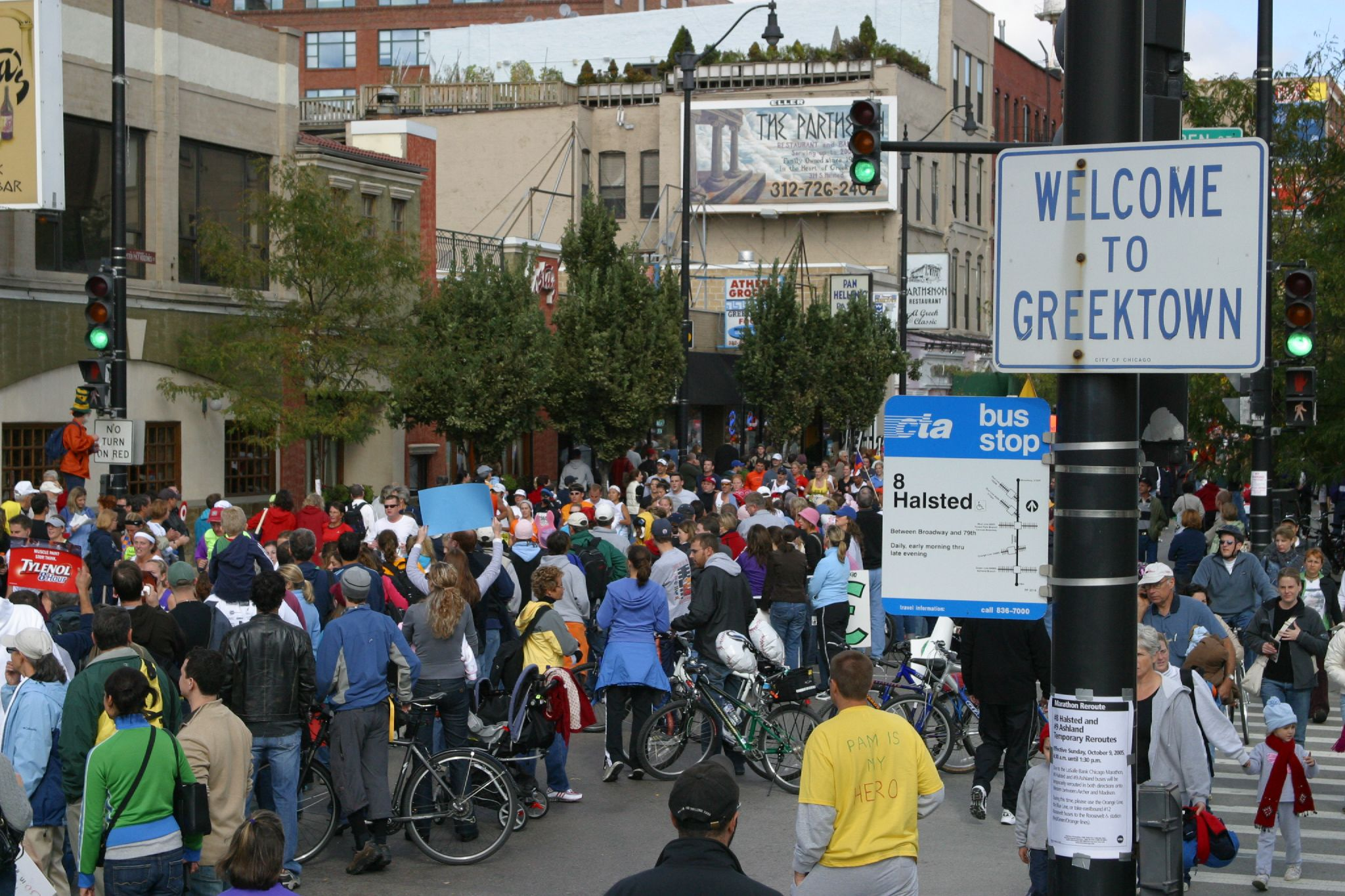
Restaurantes en Greektown, Chicago.

Los primeros inmigrantes griegos que se establecieron en Chicago llegaron en la década de 1840 a través de los ríos Mississippi e Illinois. Los grandes incendios de Chicago en 1871 provocaron que cantidades significativas de inmigrantes griegos se trasladaran a la zona, incluido el fundador Cristo Chakonas, más tarde apodado el "Colón de Esparta",  inspirado por la perspectiva de reconstruir la ciudad de Chicago.  Casi una década después, en 1882, un grupo de casi mil inmigrantes griegos residían en el área Near North Side de Chicago. 
El distrito original de Greektown en Halsted Street comenzó con Jane Addams Hull House, que actuó como punto de encuentro para la población griega dentro de Chicago y proporcionó una base para la comunidad que se construiría a partir de 1889. Esta casa se utilizó como centro para la comunidad griega y vio cómo se expandían aún más las pequeñas empresas dentro de esta área, a pesar de su pequeño número, con 245 griegos que vivían en Chicago, quienes eran predominantemente hombres jóvenes de origen socioeconómico más bajo.  Esto provocó una lenta expansión de los restaurantes y otras tiendas a lo largo del siglo, y el Chicago Tribune informó en 1895 que "los griegos casi han expulsado a los italianos del negocio de frutas en Chicago, no sólo como pequeños minoristas, sino también como mayoristas". 
La población era predominantemente griega ortodoxa; a su vez, la primera Iglesia Ortodoxa Griega en el medio oeste, Holy Trinity, se estableció en 1897.  La ubicación de la iglesia se centró en sus feligreses, ya que en ese momento se encontraba en el corazón de Greektown. Posteriormente, la iglesia estableció la Escuela Sócrates en 1908, la primera escuela parroquial del país. 
Se hicieron intentos de unir los distintos restaurantes griegos de la zona, así como de la ciudad en general, con el establecimiento de "Hermes", un grupo empresarial griego en 1910. Inicialmente, este grupo no logró ganar terreno entre los propietarios de empresas. Sin embargo, a largo plazo, unificó a la comunidad griega local, redactando estatutos para sus empresas miembros y organizando eventos sociales, sentando el marco para los actuales organismos reguladores como la organización Greektown.  La geografía de Grecia divide muchas áreas, por lo que, en respuesta a la gran población, se crearon una multitud de sociedades para unificar a los de diferentes partes de Grecia, incluida la Hermandad de Mesenia (sur de Grecia) y la Sociedad de Éfeso (islas Jónicas). 
En 1930, la zona que se había conocido como el "Delta griego" tenía una población extranjera y nativa de más de 30.000 habitantes.  Greektown había sido apodado el "Delta griego" porque estaba ubicado al norte y al oeste de Hull House en Blue Island, Halsted y Harrison Street, lo que creaba un triángulo que se asemeja a un Delta.  Después de la Segunda Guerra Mundial, una afluencia de griegos emigró a Estados Unidos en virtud de la Ley de Personas Desplazadas, y una cantidad aún mayor ingresó en 1965 cuando se derogó la Ley de Orígenes Nacionales . Muchos de ellos acabaron residiendo en Chicago.  Esta población continuó su crecimiento y expansión con el distrito creciendo en tamaño y área.
Esto continuó hasta 1960, cuando la apertura del campus de la Universidad de Illinois en Chicago, así como la construcción y apertura de la autopista Eisenhower, obligaron al vecindario a desplazarse hacia el norte por la calle Halsted hasta su ubicación actual a lo largo de la calle Halsted entre las calles Van Buren y Madison. La mayoría de las organizaciones y restaurantes en funcionamiento que operan dentro del vecindario de Greektown abrieron en el período 1970-1990 luego de la reubicación a la ubicación actual a lo largo de Halsted Street entre las calles Van Buren y Madison. 
En 2016, el Partenón cerró después de 48 años de estar abierto, y los restaurantes vecinos, Santorini y Pegasus, también cerraron ese mismo año para dejar espacio al desarrollo.   El inicio de la pandemia de COVID-19 en 2020 hizo que los bares y restaurantes dentro del recinto cerraran para sus negocios y los eventos se pospusieran o cancelaran. 

## Eventos
Hay varios eventos que ocurren en el distrito de Greektown, que varían en escala desde semanalmente hasta anualmente.
'A Taste of Greektown' es un evento culinario y cultural anual que se lleva a cabo dentro del recinto de Greektown, en el mes de agosto.
El objetivo declarado del festival es combinar "las tradiciones del viejo mundo con la frescura del siglo XXI" en la cocina griega, mediante el uso de productores y vendedores de alimentos locales del vecindario. El evento también ofrece entretenimiento a través de bandas griegas y entretenimiento, así como juegos para niños. Este evento se lleva a cabo entre Adams Street y Van Buren Street en 315 South Halsted Street. En este evento se celebró el 30 aniversario de su fundación en 2019. 
La organización vecinal de Greektown también ofrece varios eventos que se llevan a cabo con mayor regularidad, como clases mensuales de baile griego. Sin embargo, muchos eventos programados para principios de 2020, como la reunión programada sobre la Estrategia Policial Alternativa del Distrito 12 de Chicago para que los ciudadanos planteen consultas e inquietudes a la policía local, fueron cancelados o pospuestos debido a las restricciones relacionadas con la pandemia de COVID-19. 

## Sitios culturales
El sitio cultural destacado dentro del recinto de Greektown es el Museo Nacional Helénico, situado en 333 South Halsted Street.
Este museo se estableció inicialmente en 1983, y sus nuevas instalaciones en la calle Halsted se inauguraron oficialmente en 2011.  El museo declara que su propósito es representar y defender el legado de la cultura griega en los Estados Unidos a través de la educación. En su descripción de la experiencia y el legado griego en los Estados Unidos, el museo utiliza más de 20.000 recursos. Estos incluyen textos, artefactos, fotografías y periódicos, así como más de 400 relatos registrados. El museo recibe visitas periódicas organizadas a través del programa 'Oficina de Turismo de Barrios de Chicago', así como más de 10.000 estudiantes de escuelas públicas de Chicago cada año. 
El museo actualiza y presenta periódicamente exposiciones, como la exposición "Alcanzando el sueño americano: la historia griega en Estados Unidos", donada por Angela G Paterakis. Esta exposición, mediante el uso de relatos de primera mano, fotografías y artefactos, rastrea la historia de la cultura helénica y su integración en los EE. UU. a través de su participación en importantes acontecimientos históricos y el establecimiento de empresas y comunidades. El museo también se ha hecho cargo de exhibiciones de otros museos, como la colección completa del Museo Chipre de Jackson Florida, que incluía más de 300 artefactos 

## Renovación urbana
El distrito de Greektown inició un proceso de renovación urbana el 1 de diciembre de 2017 mediante la realización de encuestas, entrevistas y revisiones entre empresas locales y miembros de la comunidad. A esto le siguió un mayor sondeo y consultoría comunitaria local, con un plan estratégico final publicado en marzo de 2019. 
El propósito general detrás de la publicación de un plan estratégico es delinear un camino claro para el sustento económico continuo del distrito de Greektown, garantizando al mismo tiempo que el patrimonio y la importancia cultural para la comunidad griega no disminuyan. Es un documento de 123 páginas que describe las intenciones de "mejorar Greektown como un destino cultural atractivo", un "distrito comercial vibrante" y un "vecindario próspero y colaborativo". 
El informe también establece los métodos previstos para lograr estos objetivos, incluidas mejoras en la decoración de las fachadas y las tiendas, así como priorizar varios "elementos de acción" para aumentar la participación del público en el recinto, como la introducción de un calendario de un año de duración, que detalla los planes previstos. eventos y promociones dentro del recinto. Estas actividades se han diseñado teniendo en cuenta la propensión de la propiedad y los precios de la propiedad, así como la zonificación a cambiar en el futuro. 

## Transporte
Se puede acceder a Greektown en transporte público tomando la línea azul "L" de Chicago hasta la estación UIC-Halsted y dirigiéndose hacia el norte desde la estación. Otra opción de transporte en tren es tomar las líneas Union Pacific North, West o Northwest de Metra hasta Ogilvie Transportation Center. También se puede viajar en la Línea Verde o la Línea Rosa hasta la estación Morgan. Además, se puede acceder al vecindario a través de la ruta de autobús CTA #8 Halsted.